# Houthoff
Houthoff Coöperatief U.A., is een advocatenkantoor in Amsterdam. Het kantoor heeft naast advocaten, ook notarissen en fiscalisten in dienst. Het hoofdkantoor van Houthoff staat op de Amsterdamse Zuidas.

## Geschiedenis
Houthoff is opgericht in 1970 in Amsterdam door het samenvoegen van drie bestaande kantoren. Met twaalf compagnons en drie stagiaires ontstond destijds het grootste kantoor van Nederland. Als locatie werd gekozen voor het Museumplein.
Het kantoor is vernoemd naar mr. Henri Louis Houthoff (1910-1997), een van de advocaten van de drie kantoren. Hij woonde met zijn echtgenote op de buitenplaats Trompenburgh in ’s-Graveland, waar geschillen tussen de compagnons werden uitgesproken.
In de jaren nul van de 21ste eeuw fuseerde Houthoff met het advocatenkantoor Buruma Maris en veranderde zijn naam in Houthoff Buruma. In oktober 2017 werd Buruma uit de naam geschrapt met het argument 'dat de lange naam door de internationale clientèle en in andere talen lastig is uit te spreken'.
In 2021 raakte Houthoff in opspraak nadat bleek dat ze veel zaken hadden gedaan voor de Russische staat en andere aan Kremlin-gelieerde partijen zoals de Sberbank en Gazprom. Bij insiders staat het kantoor dan ook bekend als 'het Kremlin aan de Zuidas'.

## Heden
Anno 2020 werken bij het kantoor circa 300 advocaten, notarissen en belastingadviseurs.